# Wubbo Ockels
Wubbo Johannes Ockels (Almelo, 28 de março de 1946 – Amsterdã, 18 de maio de 2014) foi um ex-astronauta, físico e o primeiro holandês a ir ao espaço, em 1985. Foi professor de engenharia aeroespacial na Universidade Técnica de Delft.
Formado em Matemática e Física pela Universidade de Groningen, nos anos 70 trabalhou como pesquisador em radioatividade e raios-gama em aceleradores nucleares na Holanda. Em 1978, ele foi selecionado pela Agência Espacial Europeia (ESA) como um dos três europeus especialistas de cargas espaciais, para participar das missões Skylab da NASA.
Em maio de 1980, após um acordo ente a NASA e a ESA, Ockels e o suíço Claude Nicollier foram escolhidos para começar um treinamento básico de astronauta como especialista de missão dos ônibus espaciais, no Centro Espacial Lyndon B. Johnson, em Houston, Texas.
Completando o treinamento em agosto de 1981, Ockels juntou-se à tripulação do Spacelab 1 para treinamento como especialista de carga reserva. Esta primeira missão reutilizável do laboratório espacial construído pela ESA, foi realizada em outubro de 1983. Como reserva do astronauta alemão Ulf Merbold, atuou como CAPCOM no centro de comunicação de Houston, fazendo a ligação dos astronautas trabalhando no espaço e os técnicos no centro espacial.
Foi ao espaço em outubro de 1985 integrando a tripulação da STS-61-A Challenger, missão do Spacelab integrado por ele e mais dois astronautas alemães, entre outros seis norte-americanos e a última missão espacial da nave Challenger.
Um asteroide orbitando o Sol entre Marte e Júpiter foi designado como 9496 Ockels em sua homenagem pela União Astronômica Internacional.
Morreu em 18 de maio de 2014 devido a um câncer de rim;